# Angelica tenuisecta
Angelica tenuisecta är en växtart i släktet kvannar (Angelica) och familjen flockblommiga växter. Arten är en perenn ört som förekommer i Japan.

## Varieteter
Arten har tre accepterade varieteter:
- A. tenuisecta var. furcijuga
- A. tenuisecta var. mayebarana
- A. tenuisecta var. tenuisecta